# 영동 영국사 삼층석탑
영동 영국사 삼층석탑(永同 寧國寺 三層石塔)은 충청북도 영동군 양산면 영국사에 있는 신라 시대의 삼층석탑이다. 1971년 7월 7일 대한민국의 보물 제533호로 지정되었다.
이 탑은 신라 시대에 만들어진 일반형 석탑으로서, 2중기단 위에 3층으로 만든 몸돌을 세운 것을 특징으로 하고 있다.
원래 옛 절터에 넘어져 있던 것을 1942년 주봉조사가 이 곳으로 옮겨 복원하였고, 현재 대웅전 건물이 향하고 있는 동쪽을 바라보고 있다.
이 탑을 옮겨 세울 때 2중 기단의 위층과 아래층이 바뀌었던 것을 2003년 문화재 보수정비 사업 때에 원래의 모습으로 복원하였다. 신라 말(10세기경) 작품으로 추정하고 있으며, 재료는 화강암으로 만들어졌다.
상륜부의 각 구조물에 쓰인 재료는 모두 완전하게 보존되어 있으며, 현존하는 통일신라 하대 탑 중 우수한 작품으로 평가받고 있다.

## 같이 보기
- 영국사

## 참고 자료
- 영동 영국사 삼층석탑 - 국가유산청 국가유산포털